# Lijst van zweepstaartschorpioenen
Deze lijst van zweepstaartschorpioenen geeft een overzicht van alle beschreven zweepstaartschorpioenen (Thelyphonida) in de wereld, in hun taxonomisch verband (onderfamilie, geslacht, soort)
- Onderfamilie Hypoctoninae Pocock, 1899
  - Geslacht Etienneus Heurtault, 1984
    - Etienneus africanus (Hentschel, 1899) — Senegal, Gambia

  - Geslacht Hypoctonus Thorell, 1888
    - Hypoctonus andersoni (Oates, 1889) — Myanmar
    - Hypoctonus binghami (Oates, 1890) — Myanmar
    - Hypoctonus birmanicus Hirst, 1911 — Myanmar
    - Hypoctonus browni Gravely, 1912 — Myanmar
    - Hypoctonus carmichaeli Gravely, 1916 — Bangladesh
    - Hypoctonus dawnae Gravely, 1912 — Myanmar
    - Hypoctonus ellisi Gravely, 1912 — Myanmar
    - Hypoctonus formosus (Butler, 1872) — Myanmar
      - Hypoctonus formosus formosus (Butler, 1872) — Myanmar
      - Hypoctonus formosus insularis (Oates, 1889) — Myanmar

    - Hypoctonus gastrostictus Kraepelin, 1897 — Borneo
    - Hypoctonus granosus Pocock, 1900 — China
    - Hypoctonus javanicus Speijer, 1933 — Java
    - Hypoctonus kraepelini Simon, 1901 — Thailand
    - Hypoctonus oatesii Pocock, 1900 — Bangladesh
    - Hypoctonus rangunensis (Oates, 1889) — Myanmar
    - Hypoctonus saxatilis (Oates, 1889) — Myanmar
    - Hypoctonus siamensis Haupt, 1996 — Thailand
    - Hypoctonus stoliczkae Gravely, 1912 — India
    - Hypoctonus sylvaticus (Oates, 1889) — Myanmar
    - Hypoctonus woodmasoni (Oates, 1889) — Myanmar

  - Geslacht Labochirus Pocock, 1894
    - Labochirus crassimanus Buxton, 1917 — nomen nudum
    - Labochirus cervinus Pocock, 1899 — India
    - Labochirus proboscideus (Butler, 1872) — Sri Lanka
    - Labochirus tauricornis Pocock, 1900 — India

  - Geslacht Thelyphonellus Pocock, 1894
    - Thelyphonellus amazonicus (Butler, 1872) — Brazilië
    - Thelyphonellus ruschii Weygodt, 1979 — Guyana
    - Thelyphonellus wetherbeei Armas, 2002 — Dominicaanse Republiek
- Onderfamilie Mastigoproctinae Speijer, 1933
  - Geslacht Mastigoproctus Pocock, 1894
    - Mastigoproctus annectens Werner, 1916 — Brazilië
    - Mastigoproctus baracoensis Franganillo, 1931 — Cuba
    - Mastigoproctus brasilianus (C.L.Koch, 1843) — Brazilië
    - Mastigoproctus butleri Pocock, 1894 — Brazilië
    - Mastigoproctus columbianus Mello-Leitao, 1940. Fontanilla, 2009 — Colombia
    - Mastigoproctus formidabilis Hirst, 1912 — Venezuela
    - Mastigoproctus giganteus (Lucas, 1835) — USA, Mexico
      - Mastigoproctus giganteus giganteus (Lucas, 1835)
      - Mastigoproctus giganteus scabrosus (Pocock, 1902) — Mexico
      - Mastigoproctus giganteus mexicanus (Butler, 1872) — Mexico

    - Mastigoproctus liochirus Pocock, 1900 — Guatemala
    - Mastigoproctus maximus (Tarnani, 1889) — Brazilië
    - Mastigoproctus minensis Mello-Leitao, 1931 — Brazilië
    - Mastigoproctus nara Valerio, 1981 — Costa Rica
    - Mastigoproctus pelegrini Armas, 2000 — Cuba
    - Mastigoproctus perditus Mello-Leitao, 1931 — Brazilië
    - Mastigoproctus proscorpio (Latreille, 1806) — West Indies, Mexico
    - Mastigoproctus tantalus Roewer, 1954 — El Salvador
    - Mastigoproctus transoceanicus Lazell, 2000 — Hong Kong

  - Geslacht Mimoscorpius Pocock, 1894
    - Mimoscorpius pugnator (Butler, 1872) — Filipijnen

  - Geslacht Uroproctus Pocock, 1894
    - Uroproctus assamensis (Stoliczka, 1869) — India, Bangladesh
- Onderfamilie Thelyphoninae Lucas, 1835
  - Geslacht Abaliella Strand, 1928
    - Abaliella dicranotarsalis Rowland, 1973 — Nieuw-Guinea
    - Abaliella gertschi Rowland, 1973 — Nieuw-Guinea
    - Abaliella manilana (Kraepelin, 1900) — Filipijnen
    - Abaliella rohdei (Kraepelin, 1897) — Nieuw-Guinea
    - Abaliella samoana (Kraepelin, 1897) — western Samoa
    - Abaliella willeyi (Pocock, 1898) — Nieuw-Guinea

  - Geslacht Chajnus Speijer, 1936
    - Chajnus renschi Speijer, 1936 — Lombok

  - Geslacht Ginosigma Speijer, 1936
    - Ginosigma lombokensis Speijer, 1936 — Lombok
    - Ginosigma schimkewitschi (Tarnani, 1894) — zuidoost Azië

  - Geslacht Glyptogluteus Rowland, 1973
    - Glyptogluteus angustus Rowland, 1973 — Filipijnen

  - Geslacht Minbosius Speijer, 1933
    - Minbosius kopsteini Speijer, 1933 — Indonesië
    - Minbosius manilanus (C.L.Koch, 1843) — Thailand, Nieuw-Guinea
      - Minbosius manilanus manilanus (C.L.Koch, 1843) — Thailand (introduced to Nieuw-Guinea)
      - Minbosius manilanus halmaheirae (Kraepelin, 1897) — Indonesië

  - Geslacht Tetrabalius Thorell, 1888
    - Tetrabalius ambonensis Speijer, 1933 — Indonesië
    - Tetrabalius borneensis Speijer, 1933 — Borneo
    - Tetrabalius dammermanni Speijer, 1933 — Indonesië
    - Tetrabalius florensis Speijer, 1933 — Indonesië
    - Tetrabalius nasutus Thorell, 1888 — Borneo
    - Tetrabalius seticauda (Doleschall, 1857) — Indonesië

  - Geslacht Thelyphonus Latreille, 1802
    - Thelyphonus angustus Lucas, 1835
    - Thelyphonus anthracinus Pocock, 1894 — Maleisië
    - Thelyphonus asperatus Thorell, 1888 — Indonesië
    - Thelyphonus billitonensis Speijer, 1931 — Indonesië
    - Thelyphonus borneensis Kraepelin, 1897 — Borneo
    - Thelyphonus burchardi Kraepelin, 1911 — Indonesië
    - Thelyphonus caudatus (Linnaeus, 1758) — Vietnam, Indonesië
    - Thelyphonus celebensis Kraepelin, 1897 — Indonesië
    - Thelyphonus doriae Thorell, 1888 — Maleisië
      - Thelyphonus doriae doriae (Thorell, 1888) — Maleisië
      - Thelyphonus doriae hosei (Pocock, 1894) — Sarawak

    - Thelyphonus feuerborni Werner, 1932 — Java
    - Thelyphonus grandis Speijer, 1931 — Borneo
    - † Thelyphonus hadleyi Pierce, 1945
    - Thelyphonus hansenii Kraeplein, 1897 — Filipijnen
    - Thelyphonus insulanus L.Koch & Keyserling, 1885 — Fiji
    - Thelyphonus kinabaluensis Speijer, 1933 — Maleisië
    - Thelyphonus klugii Kraepelin, 1897 — Indonesië
    - Thelyphonus kraepelini Speijer, 1931 — Indonesië
    - Thelyphonus lawrencei Rowland, 1973 — Solomons
    - Thelyphonus leucurus Pocock, 1898 — Solomons
    - Thelyphonus linganus C.L.Koch, 1843 — Indonesië, Maleisië
    - Thelyphonus lucanoides Butler, 1872 — Indonesië, Sarawak
    - Thelyphonus pococki Tarnani, 1900 — Indonesië
    - Thelyphonus schnehagenii Kraepelin, 1897 — Myanmar
    - Thelyphonus semperi Kraepelin, 1897 — Filipijnen
    - Thelyphonus sepiaris Butler, 1873 — India, Sri Lanka
    - Thelyphonus spinimanus Lucas, 1835
    - Thelyphonus suckii Kraepelin, 1897 — Indonesië
    - Thelyphonus sumatranus Kraepelin, 1897 — Indonesië
    - Thelyphonus tarnanii Pocock, 1894 — Sumatra
    - Thelyphonus vancorti Speijer, 1936 — Filipijnen
    - Thelyphonus wayi Pocock, 1900 — Cambodja
- Onderfamilie Typopeltinae Rowland & Cooke, 1973
  - Geslacht Typopeltis Pocock, 1894
    - Typopeltis amurensis (Tarnani, 1889) — Rusland (nomen dubium)
    - Typopeltis cantonensis Speijer, 1936 — China
    - Typopeltis crucifer Pocock, 1894 — Japan, Taiwan
    - Typopeltis dalyi Pocock, 1900 — Thailand
    - Typopeltis guangxiensis Haupt & Song, 1996 — China
    - Typopeltis jarmandi Kraepelin, 1900 — Vietnam
    - Typopeltis kasnakowi Tarnani, 1900 — Thailand
    - Typopeltis niger (Tarnani, 1894) — China
    - Typopeltis soidaoensis Haupt, 1996 — Thailand, Vietnam
    - Typopeltis stimpsonii (Wood, 1862) — Japan
    - Typopeltis tarnanii Pocock, 1902 — Thailand
    - Typopeltis vanoorti Speijer, 1936 — China
- Onderfamilie incertae sedis
  - † Geslacht Geralinura Scudder, 1884 — Fossiel
    - Geralinura bohemica (Kusta, 1884) — Tsjechië (Carboon)
    - Geralinura britannica Pocock, 1911 — Groot-Brittannië (laat Carboon)
    - Geralinura carbonaria Scudder, 1884 — USA, Tsjechië (Carboon)
    - Geralinura gigantea Petrunkevitch, 1913 — USA (laat Carboon)
    - Geralinura naufragus (Brauckmann & Koch, 1983) — Duitsland (laat Carboon)
    - Geralinura similis Petrunkevitch, 1913 — USA (laat Carboon)

  - † Geslacht Mesoproctus Dunlop, 1998 — Fossiel
    - Mesoproctus rowlandi Dunlop, 1998 — Brazilië (vroeg Krijt)

  - † Geslacht Proschizomus Dunlop & Horrocks, 1996 — Fossiel
    - Proschizomus petrunkevitchi Dunlop & Horrocks, 1996 — Groot-Brittannië (laat Carboon)